# جيمس أ. بانكس
جيمس أ. بانكس (بالإنجليزية: James A. Banks)‏ هو أكاديمي أمريكي، ولد في 24 سبتمبر 1941.